# Políptico do Mosteiro de Santa Cruz (Cristóvão de Figueiredo)
O Políptico quinhentista do Mosteiro de Santa Cruz era um políptico de pinturas a óleo sobre madeira criado no período de 1521 a 1530 pelo pintor português da época do Renascimento Cristóvão de Figueiredo (activo em 1515-1543) e que fazia parte do Retábulo quinhentista do Altar-mor da Igreja do Mosteiro de Santa Cruz, em Coimbra.
Os vários painéis que compunham presumivelmente o Políptico quinhentista do Mosteiro de Santa Cruz  encontram-se actualmente dispersos por vários museus: Calvário, Ecce Homo e quatro pinturas ovais com os bustos de oito Apóstolos na sacristia da Igreja de Santa Cruz, a Deposição no Túmulo no Museu Nacional de Arte Antiga em Lisboa, e Achamento da Cruz por Santa Helena, Exaltação da Cruz e Milagre da Ressureição o Mancebo no Museu Nacional Machado de Castro, em Coimbra.:129
Encomendado a Cristovão de Figueiredo em 1521, o Políptico só ficaria concluido em 1530. A estrutura em talha de suporte do Políptico de Cristóvão de Figueiredo foi obra do entalhador Francisco Lorete. O Retábulo renascentista com pinturas de Cristóvão de Figueiredo foi substituído, no início do século XVII, pelo novo Retábulo maneirista do escultor Bernardo Coelho e dos pintores Simão Rodrigues e Domingos Vieira Serrão.
Segundo Markl e Pereira (1986), nos painéis do Políptico do Mosteiro de Santa Cruz é discernível um estilo próprio de Cristóvão de Figueiredo que não é confundível com o dos seus colegas Gregório Lopes e Garcia Fernandes. Nele se notam as lições aprendidas na oficina de Jorge Afonso, como a iconografia do Calvário, o tratamento das figuras em escorço que é sugestão por sua vez das gravuras de Dürer, a escala e o centralismo da composição e ainda o gosto pelos trajes cortesãos. Mas notam-se também diferenças: a expressão das atitudes, evidenciando uma agitação que estava ausente da pintura anterior, a densificação dos fundos com a presença de grupos humanos em movimento, a construção de novos eixos na construção das cenas e a representação de arquitectura e escultura ao gosto italiano.:129

## Enquadramento histórico
Fundado em 1131, no exterior das muralhas de Coimbra, por D. Telo, da Ordem dos Cónegos Regrantes de Santo Agostinho, com 12 companheiros, o Mosteiro de Santa Cruz foi a mais importante casa monástica nos primeiros tempos da monarquia portuguesa. A sua escola foi fundamental nos tempos medievais e ponto de passagem obrigatória para as elites do poder e da intelectualidade. O seu scriptorium foi o responsável pela justificação da elevação ao título de rei por D. Afonso Henriques, não sendo de estranhar que este tenha decidido ser sepultado precisamente na igreja deste Mosteiro.
Como grande instituição monacal, o Mosteiro de Santa Cruz foi objecto de numerosas remodelações ao longo do tempo. A principal, e que deu ao edifício o aspecto actual, data da primeira metade do século XVI, quando D. Manuel I assumiu a tutela daquela comunidade religiosa. Para tal recorreu a alguns dos melhores artistas que então trabalhavam no reino, como Diogo de Castilho, Machim e João de Ruão na arquitectura, Cristóvão de Figueiredo e Vasco Fernandes na pintura, Diogo Boitaca, Marcos Pires e Nicolau de Chanterene na escultura.
Mas a reformulação do edifício ocorreu em simultâneo com a criação e instalação no Mosteiro da Ordem dos Crúzios. Assim, em 1527, Frei Brás de Braga, da Ordem de São Jerónimo, inicia a reforma dos crúzios de Coimbra, que decorre até 1556 quando ocorre a formação da Congregação de Santa Cruz de Coimbra. A encomenda do Políptico de Cristóvão de Figueiredo insere-se assim neste grande movimento da época manuelina de reconstrução do Mosteiro e da renovação da sua ocupação monástica.

## Descrição
O Políptico quinhentista do Mosteiro de Santa Cruz de Cristóvão de Figueiredo executado para a casa-mãe da Ordem da Santa Cruz, teve como tema central compreensivelmente a história do Santo Lenho. Divulgada através da Lenda Dourada (c. 1260) de Tiago de Voragine, a história da recuperação da Santa Cruz por Santa Helena, mãe do imperador Constantino, o Grande, é desenvolvida neste vasto políptico.
Além do Políptico quinhentista, o Retábulo quinhentista do altar-mor do Mosteiro de Santa Cruz englobava um grande conjunto escultórico sobre a Lamentação que se pensa terá ocupado o espaço central em frente do Políptico, obra de João Alemão e que poderá ser o que se encontra actualmente na Capela da Nossa Senhora da Piedade de Antuzede.

### Achamento da Cruz por Santa Helena
O Achamento da Cruz por Santa Helena é uma pintura a óleo sobre madeira pintada no período de 1521 a 1530 por Cristóvão de Figueiredo, mede 150 cm de altura e 140 cm de largura, e fazia parte do Políptico quinhentista do Altar-mor da Igreja do Mosteiro de Santa Cruz, encontrando-se actualmente no Museu Nacional Machado de Castro, em Coimbra.
Em primeiro plano, do lado esquerdo, um grupo de obreiros inclinados para a terra desenterram a Cruz com que Cristo havia sido crucificado. Do lado direito, dirigindo e comprovando o evento está Santa Helena, faustosamente vestida e coroada no seu estatuto de rainha, que tem perto de si quatro aias, também ricamente trajadas e adornadas de jóias. Mais atrás, ao centro, está implantada a tenda imperial, partindo dela numa disposição horizontal um esquadrão de cavaleiros que está em espera, ou guarda, estando armadas mais longe outras duas tendas de menor dimensão.
A cena decorre naturalmente no campo, representando os arrabaldes de Jerusalém, vendo-se à esquerda o Gólgota e à direita uma sucessão de penhascos que se prolongam até ao horizonte. A dinâmica da cena é gerada pelo elevado número de figuras dispostas em vários planos, pelos gestos dos que estão mais próximos e pelo hábil desenho de diagonais que se cruzam ou são cortadas por linhas horizontais. A visão do espectador é dirigida para o ícone cristão, a Vera Cruz, que é objecto de invocação e veneração pelos frades de Santa Cruz de Coimbra, para cujo altar se destinou o Políptico de que a pintura fez parte.

### Milagre da Ressureição do Mancebo

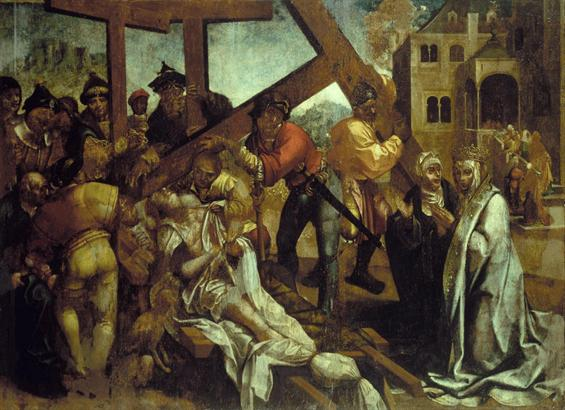
Milagre da Ressureição do Mancebo (c. 1521-1530), de Cristóvão de Figueiredo, com 106 cm de altura e 141,5 cm de largura, no Museu Nacional Machado de Castro, em Coimbra

O Milagre da Ressureição do Mancebo é uma pintura a óleo sobre madeira pintada no período de 1521 a 1530 por Cristóvão de Figueiredo, mede 106 cm de altura e 141,5 cm de largura, e fazia parte do Políptico quinhentista do altar-mor do Mosteiro de Santa Cruz, encontrando-se actualmente no Museu Nacional Machado de Castro, em Coimbra.
Este painel é a representação de um dos episódios da iconografia tradicional de Santa Helena, mãe do imperador Constantino: a história da recuperação da Vera Cruz, divulgada no Ocidente através da Lenda Dourada. O momento representado é o da apresentação da Cruz de Cristo ao defunto que jazia numa padiola ocupando em diagonal o centro da composição e em paralelo à travessa superior da cruz. Em segundo plano, um grupo de figuras testemunha a ressurreição do jovem, graças à visão por este da Cruz conforme pedido de Santa Helena. A ponta da Cruz por sua vez liga-se à aia de Santa Helena estando as duas ligeiramente afastadas do restante grupo. O Santo Lenho é o centro da história e como que fixa o olhar do espectador entre o defunto e a Rainha.
A figura em primeiro plano à esquerda mais uma vez revela claras influências das gravuras de Durer, na sua posição de costas e em contraposto, envergando um traje mais claro e iluminado que os dos restantes assistentes, mas menos do que a mortalha do jovem defunto e do que o manto e face de Santa Helena, o que indica um foco de luz do lado direito.
Apesar da degradação evidente da camada cromática, havendo numerosas lacunas e desníveis, tendo-se perdido valores essenciais para a sua completa apreciação, a luz incidente nas duas figuras femininas e a espessura das velaturas nesse ponto é um dos valores essenciais que permanece para o entendimento da obra, para além da complexidade das linhas da composição.

### Exaltação da Cruz

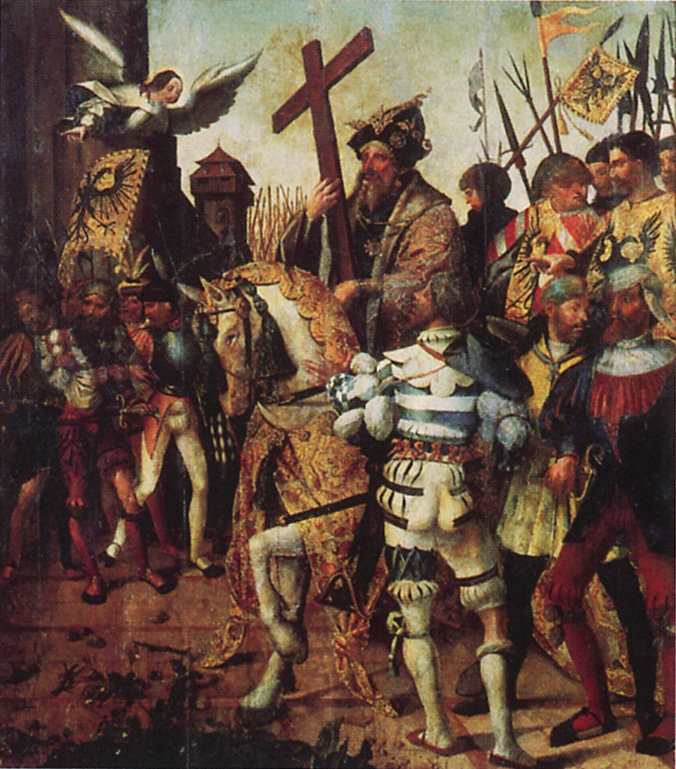
Exaltação da Santa Cruz (c. 1521-1530), de Cristóvão de Figueiredo, com 149 cm de altura e 129,5 cm de largura, no Museu Nacional Machado de Castro, em Coimbra

A Exaltação da Cruz é uma pintura a óleo sobre madeira pintada no período de 1521 a 1530 por Cristóvão de Figueiredo, mede 149 cm de altura e 129,5 cm de largura, e fazia parte do Políptico quinhentista do altar-mor do Mosteiro de Santa Cruz, em Coimbra, encontrando-se actualmente no Museu Nacional Machado de Castro, em Coimbra.
De acordo com o conhecimento na época em que Cristóvão de Figueiredo pintou este quadro, actualmente posto em causa pela historiografia moderna, em 614 o xá sassânida Cosroes II apoderou-se como troféu da relíquia da Vera Cruz que estava em Jerusalém quando com o cerco de 614 capturou a cidade. Treze anos mais tarde, em 628, o imperador bizantino Heráclio derrotou Cosroes e recuperou a relíquia que manteve inicialmente em Constantinopla, mas que levou de volta a Jerusalém em 630. É este último evento que Cristóvão Figueiredo representou nesta pintura.
A pintura representa então o imperador Heráclio transportando a Vera Cruz preparando-se com o seu séquito para entrar em Jerusalém. O Imperador está montado num cavalo ricamente ajaezado, tendo a seu lado, em primeiro plano, três personagens a pé e outras cinco atrás montadas a cavalo. Junto à muralha da cidade (à esquerda), um outro grupo de homens como que protege a entrada do cortejo. Pairando sobre este último grupo, um anjo avisa o Imperador que não pode entrar na Cidade Santa ostentando tantas riquezas e vaidades.
A composição parece concentrar-se nestas duas figuras, procurando que a atenção do observador seja orientada para o anjo através da figura que está de costas, em primeiro plano, que apresenta claras influências das gravuras de Dürer. Esta figura orienta-nos para o elemento fundamental deste painel e de todo o retábulo: a Vera Cruz.
Esta pintura é reveladora também do gosto do autor em pintar ambientes cortesãos, evidenciado no tratamento dos tecidos e no desenho das roupas dos personagens.

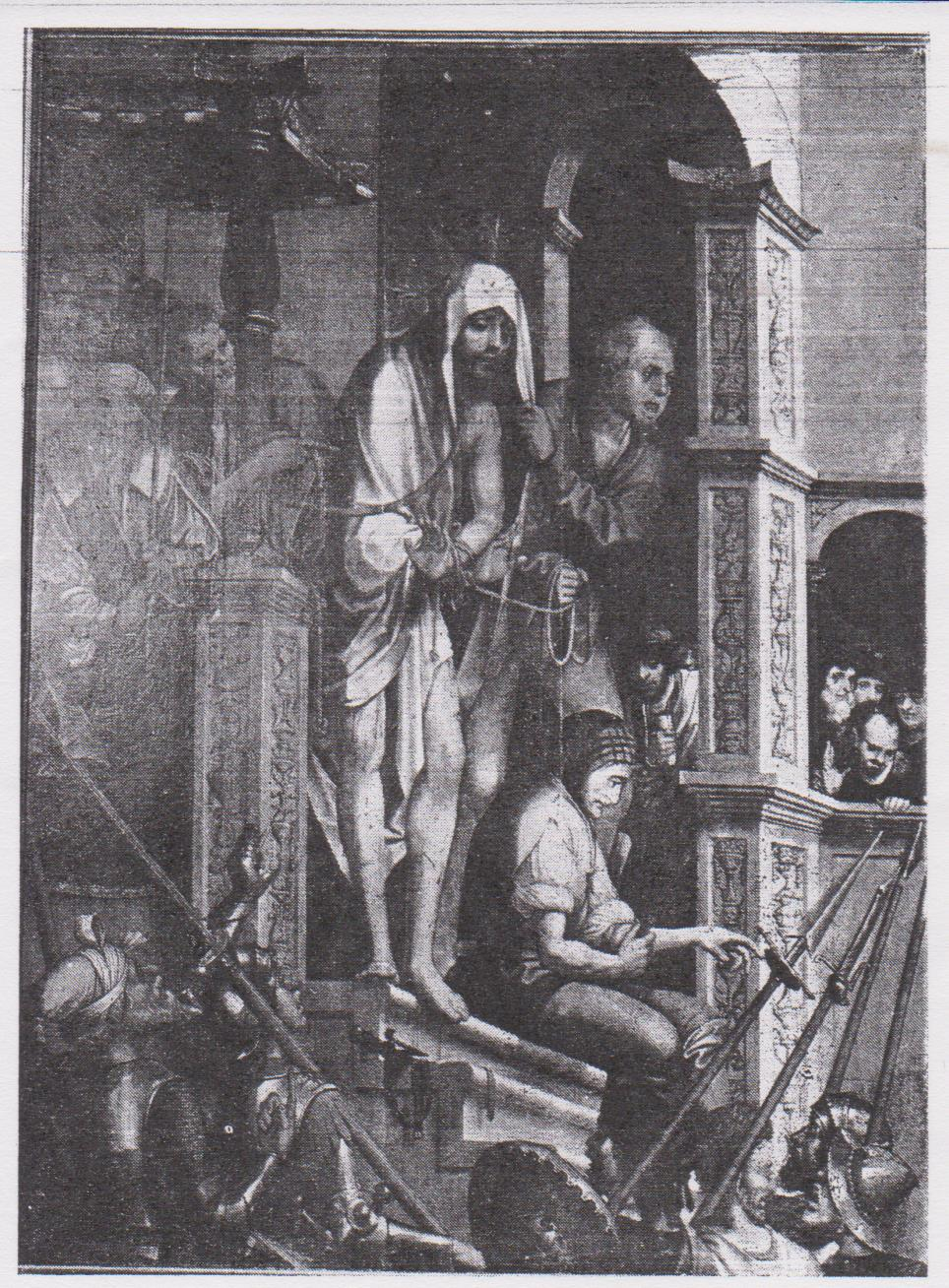
Ecce Homo (c. 1521-1530), de Cristóvão de Figueiredo na Sacristia da Igreja do Mosteiro de Santa Cruz, em Coimbra

A representação do Imperador Heráclio, tentando entrar em Jerusalém sumptuosamente vestido e fazendo-se acompanhar dos seus homens e riquezas, integra-se nas características da pintura palaciana, como se nota pelo tratamento da indumentária e pela postura das figuras, concebidas como se fora uma cena contemporânea do auspicioso reinado de D. João III.
O tratamento em escorço da figura em primeiro plano, demonstra o conhecimento das gravuras de Dürer. De facto, o soldado de costas é uma repetição do guerreiro "alemão" do Calvário do Retábulo de Setúbal que reencontramos decalcado no baixo-relevo do Ecce Homo esculpido por Chanterenne no Claustro do Silêncio do Mosteiro de Santa Cruz. A origem só pode ser o lansquenete do Ecce Homo (em Galeria) gravado por Albrecht Dürer na série Grande Paixão. Mas também o conhecimento de Metsys como se pode ver nas bandeiras da águia bicéfala preta em fundo amarelo que o mestre flamengo havia usado no Cristo a Caminho do Calvário do Políptico das Sete Dores de Maria.:135

### Ecce Homo
O Ecce Homo é uma pintura a óleo sobre madeira pintada no período de 1521 a 1530 por Cristóvão de Figueiredo que fazia parte do Políptico quinhentista do altar-mor do Mosteiro de Santa Cruz e que se encontra actualmente na Sacristia da Igreja de Santa Cruz, em Coimbra.
Segundo Sant´Anna Dionísio, no Ecce Homo, o Cristo, enorme e resignado, exprime muitas afinidades de sentimento com o Calvário que levou o historiador de arte alemão Carl Justi (1832-1912) a atribui-lo a Cristóvão de Figueiredo, embora algumas figuras secundárias tenham levado o também historiador de arte francês Émile Bertaux (1869-1917) a considerá-lo próximo do Calvário de Viseu, ou seja de Vasco Fernandes.:217:218

### Calvário
O Calvário é uma pintura a óleo sobre madeira pintada no período de 1521 a 1530 por Cristóvão de Figueiredo que fazia parte do Políptico quinhentista do altar-mor da Igreja do Mosteiro de Santa Cruz e que se encontra actualmente na Sacristia da Igreja do Mosteiro de Santa Cruz, em Coimbra.:216:217
O Calvário foi identificado por Émile Bertaux como sendo de Cristóvão de Figueiredo e fazendo parte do Políptico quinhentista da Igreja de Santa Cruz encomendado no tempo de D. Manuel, nas pintado apenas no de D. João III. Painel notável pelo dramatismo que caracteriza o grupo da Virgem e das Santas Mulheres cujos véus caem sobre as faces doloridas em sombras de mistério e de dó.:216:217

### Deposição no Túmulo
A Deposição no Túmulo é uma pintura a óleo sobre madeira pintada no período de 1521 a 1530 por Cristóvão de Figueiredo, mede 182 cm de altura e 155,5 cm de largura, fazia parte do Políptico quinhentista do altar-mor do Mosteiro de Santa Cruz, e encontra-se actualmente no Museu Nacional de Arte Antiga, em Lisboa.
Representa o episódio bíblico do Sepultamento de Jesus. O cadáver de Cristo é deposto no túmulo por José de Arimateia e Nicodemos na presença da dolorosa Virgem Maria, de São João e de três santas mulheres. Em primeiro plano, Maria Madalena, ajoelhada e envergando um manto vistoso, sustenta compadecida a coroa de espinhos deposta sobre uma toalha branca. Do lado direito estão duas figuras vestidas de escuro como monjes que se julga poderem representar os encomendadores nominais da obra porque a obra terá sido paga pelas finanças reais.

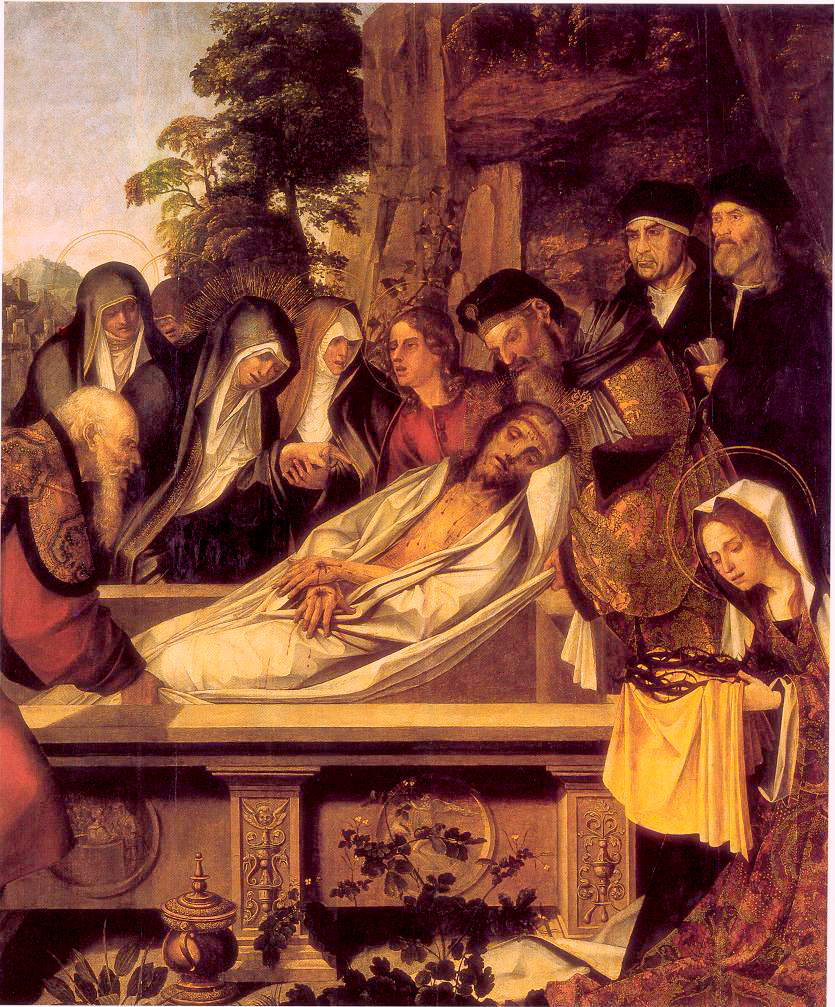
Deposição no Túmulo (c. 1521-1530) de Cristóvão de Figueiredo, com 182 cm de altura e 155,5 cm de largura, no Museu Nacional de Arte Antiga, em Lisboa

A cena tem como fundo uma paisagem arborizada e rochosa, podendo vislumbrar-se ao longe a cidade de Jerusalém. O túmulo, de desenho clássico, tem no lado visível em baixo-relevo dois tondi com cenas do Antigo Testamento. Num, Jeremias é lançado na cisterna (Jeremias 38:6:6) e, no outro, Jonas é engolido pela baleia (Jonas 2:1:1).
Segundo Émile Bertaux, esta pintura e o Ecce Homo fariam parte do mesmo retábulo, obra de mestre desconhecido. José de Figueiredo atribuiu a pintura a Cristóvão de Figueiredo, colocando a hipótese de ter sido originariamente realizada para o retábulo do altar da igreja de Santa Cruz de Coimbra. Partilhando a atribuição proposta por José de Figueiredo, mas retomando as considerações de Bertaux, Teixeira de Carvalho foi de opinião que este seria o painel central de um tríptico de que o Ecce Homo seria um dos painéis laterais. Virgílio Correia incluiu o quadro no Retábulo de Santa Cruz de Coimbra apontando como autor Cristóvão de Figueiredo e parceiros, opinião seguida geralmente pela crítica actual.
Segundo Markl e Pereira (1986), dos painéis do Políptico, a Deposição no Túmulo é o que se mostra mais próximo do classicismo anterior, em que os fundos rochosos, a limpidez da atmosfera e a serenidade narrativa não deixam dúvidas quanto à formação clássica do seu autor.:130
Ainda segundo Markl e Pereira, poder-se-á afirmar que Cristóvão de Figueiredo é um continuador de Quentin Metsys em Portugal. Este painel é claramente uma versão do painel central, com o mesmo tema, do Tríptico da Lamentação (em Galeria) executado por aquele pintor flamengo em 1511 para a Catedral de Antuérpia. Cristóvão de Figueiredo recorre nesta pintura à relação entre o Antigo e o Novo Testamento, ou seja, ao simbolismo tipológico, como são os dois episódios representados na face lateral do túmulo. Por outro lado, mantém-se o enigma dos dois retratados que surgem em plano recuado do lado direito para quem olha. Serão os doadores e ideólogos da composição? Se assim for, o mais jovem poderia ser Frei Brás de Barros nascido em 1484 e que teria à data da pintura cerca de 46 anos. De qualquer modo, é certo que se tratam de dois cónegos regrantes crúzios.:137

### Bustos dos Apóstolos
Como predela do Políptico quinhentista do altar-mor do Mosteiro de Santa Cruz figurariam a todo o comprimento seis conjuntos de Bustos de Apóstolos, dois a dois, que hoje se encontram na Sacristia da Igreja do Mosteiro de Santa Cruz, em Coimbra.:11

## História
O Retábulo quinhentista do altar-mor de Santa Cruz estava feito, no que respeita à marcenaria, em março de 1522 porque o vedor das obras, Gregório Lourenço, escreveu nesse ano a D. João III a informar sobre o que havia sido ordenado por D. Manuel I e o que estava realizado e o que faltava realizar. Mais informava que a pintura havia sido cometida a Cristóvão de Figueiredo, e que este ainda nada fizera porque o Mosteiro não tinha verba para lhe pagar. As pinturas só devem ter sido realizadas em 1530, época em que Cristóvão de Figueiredo esteve em Coimbra. Já a escultura do Retábulo foi indubitavelmente realizada por João Alemão no período de 1518 a 1522.:12
O Retábulo quinhentista  de Santa Cruz teve grande fama em tempos antigos sendo objecto de vários registos escritos podendo saber-se as vicissitudes porque passou desde a sua execução.:5 Tal como em Coimbra, nesta época do início do séc. XVI, faziam-se em Portugal retábulos que incluíam escultura, marcenaria e pintura, designadamente em Évora, Abrantes, Funchal e noutros lugares.
A mais antiga referência ao conjunto escultórico do Retábulo foi de Manuel de Faria e Sousa (1590-1649) no seu livro Europa Portuguesa, referindo a imagem que se situava nas imediações de Coimbra. A referência seguinte é de Frei Agostinho de Santa Maria na obra Santuário Mariano de 1705 em que diz que a escultura de Antuzede fora venerada primeiro no Convento de Santa Cruz. Uma informação mais recente sobre a escultura é a de Henriques Seco, natural de Antuzede, na sua Memória Histórica e Corográfica do Distrito de Coimbra, editado em 1853.:5:6
Sobre o Convento Crúzio de Coimbra a mais antiga informação é de Frei Veríssimo, Descrição e Debuxo do Mosteiro de Santa Cruz de Coimbra, escrita em 1540 ou 1541, portanto numa época em que o Político quinhentista estaria no seu local original, mas centrando-se mais na parte escultórica e nos túmulos dos dois primeiros reis portugueses.:6
Depois, antes de 1589, Frei Jerónimo Ramón ao descrever o Mosteiro refere-se ao altar-mor descrevendo o conjunto que muito se parece com o grupo de Antuzede segundo Pedro Dias.:8
A substituição do Retábulo quinhentista pelo novo Retábulo maneirista que incluía pinturas de Simão Rodrigues e de Domingos Vieira Serrão foi descrita por Nogueira Gonçalves no artigo O altar-mor do Séc. XVII de Santa Cruz e os seus prováveis restos, de 1935, no Correio de Coimbra, apontando que a substituição deve ter ocorrido entre 1599 e 1602, devendo ter sido então que o grupo escultórico foi levado para Antuzede.:8:9
As obras de pintura do Políptico quinhentista ficaram neste Mosteiro tendo sido colocadas em diversas dependências, duas das quais, o Ecce Homo e o Calvário, bem como dois Bustos duplos de Apóstolos ainda encontram-se na Sacristia. O conjunto devia ter mais de quatro metros e meio de largura e de altura devia passar dos cinco metros ao centro e cinco metros nas laterais.:9:10

## Reconstituição
No início do século XVII, quando foi substituído pelo novo Retábulo maneirista, o Políptico renascentista de Cristóvão de Figueiredo, e o Retábulo de que fazia parte na capela-mor da Igreja de Santa Cruz, foi desmembrado tendo as suas componentes sido dispersas por várias instituições.
Pedro Dias, em artigo de 1983, defendeu que o conjunto escultórico existente na Capela da Nossa Senhora da Piedade de Antuzede seria o elemento central do Retábulo quinhentista atrás do qual estaria o Políptico, tendo apresentado uma conjectura de reconstituição do Políptico. Os cinco painéis do Políptico quinhentista estariam dispostos em duas fiadas de dois painéis cada, com um espaço entre eles para enquadrar o grupo escultório, estando o Achamento da Cruz e a Exaltação da Cruz na fila inferior, o Ecce Homo e a Deposição no Túmulo na fileira intermédia e no topo ficaria isolado o Calvário, não se referindo assim ao Milagre da Ressureição do Mancebo que outros autores incluem no Políptico. Como predela estariam finalmente as pinturas ovais de duplos bustos de Apóstolos.
Em 1986, Markl e Pereira afirmavam que todas as propostas de reconstituição feitas até à data não eram convincentes.:129
Entretanto, em 2001, Fernando Baptista Pereira sugere a definição do Políptico, tendo destacado à sua frente o conjunto escultórico, em duas fiadas de painéis, sendo a superior constituída pelas pinturas que tratam a Paixão de Cristo com as pinturas Ecce Homo, Calvário e Deposição no Túmulo, e na fiada de baixo as três pinturas relativas à história da Vera Cruz enquanto relíquia, ou seja, Achamento da Cruz por Santa Helena, Milagre da Ressureição do Mancebo e Exaltação da Cruz. Em predela as seis pinturas ovais com duplos Bustos de Apóstolos.

## Galeria

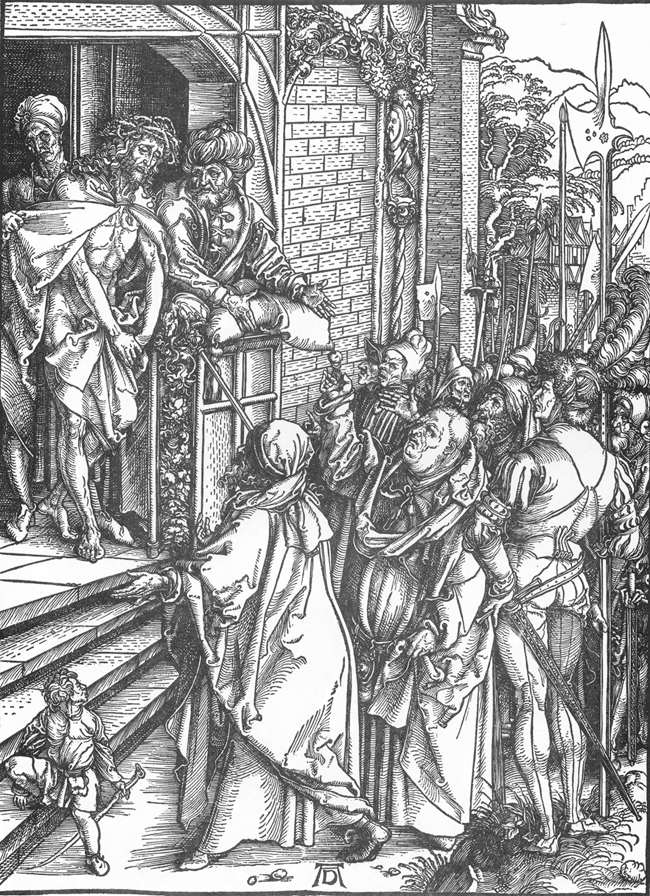
Ecce Homo (1499), de Albrecht Dürer, nº 4 da Grande Paixão, na Galeria Albertina de Viena
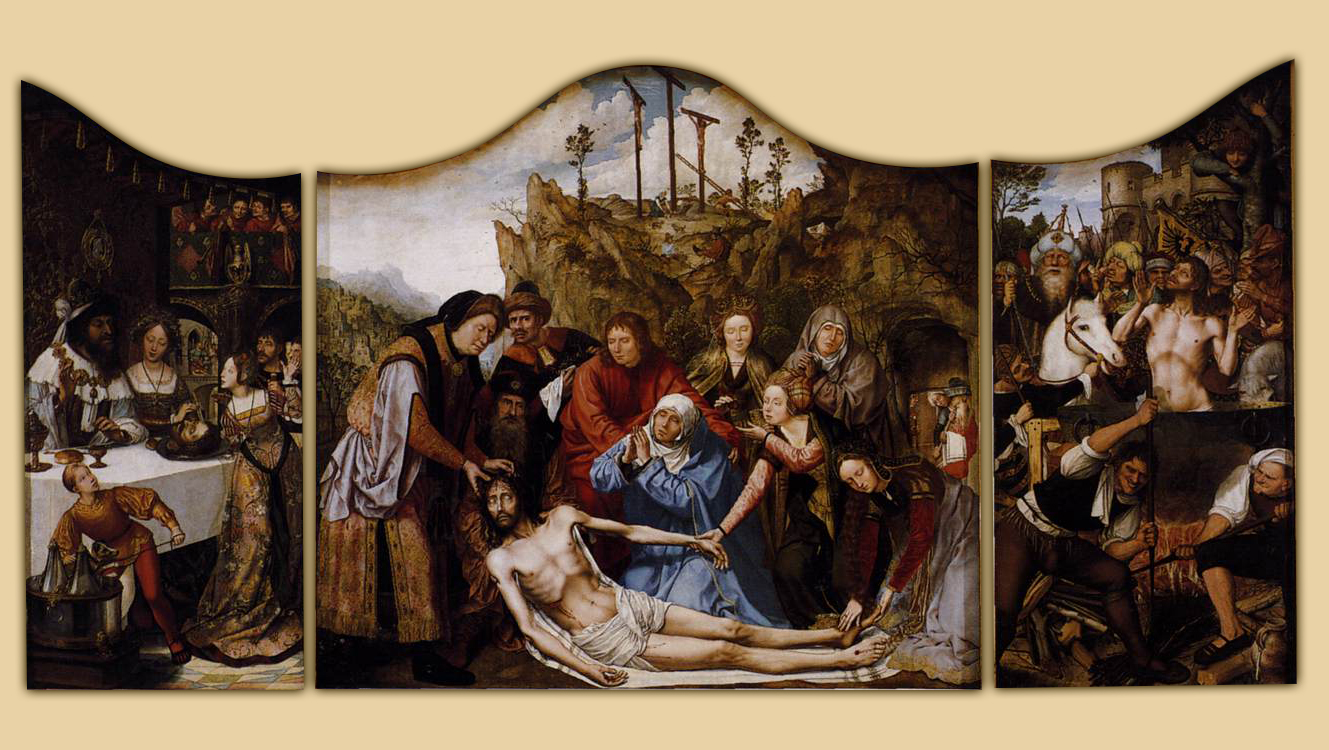
Tríptico da Lamentação (1509-11), de Quentin Metsys, no Museu Real de Belas Artes de Antuérpia